# Oh hermano, ¿Dónde estás?
Oh hermano, ¿Dónde estás?, titulado, O Brother, Where Bart Thou? en la versión original, es el octavo episodio de la vigesimoprimera temporada de la serie animada Los Simpson, emitido originalmente el 13 de diciembre del 2009 por FOX. El episodio fue escrito por Matt Selman y dirigido por Steve Dean Moore.
Fue el último episodio de Los Simpson en ser estrenado en la década de los 2000.

## Sinopsis
Bart descubre que hay nieve por su ventana y cierran la escuela, por lo que se corta la luz cuando la tormenta de nieve se agranda. Bart ve por la puerta de Lisa a su hermana y a su hermanita Maggie jugando y quiere jugar con ellas, pero no encaja y se va. Lisa le dice que ella tiene un vínculo con Maggie que él no entendería porque no tiene un hermano menor.
Bart se queda pensando y habla con sus amigos sobre un hermano en la parada del bus (parodiando a South Park). Otto atropella a Ralph (en referencia a las múltiples muertes de Kenny) y Dolph le habla a Bart sobre unas pastillas que impiden el nacimiento de los bebés. Bart trata de cambiar las pastillas de Marge por Tic Tacs y ella lo sorprende y le dice que  que si va a nacer un bebé, no puede saber si será niño o niña. Bart tiene un sueño en el cual aparecen sus tres hermanas (Lisa, Maggie y otra posible hermana), y él cargando muchas bolsas de ropa. Bart arroja las pastillas que son atrapadas por Nelson, quien las come todas.
Bart le pide un hermano a Homero y tras su negativa, Bart decide ir al orfanato de Springfield a encontrar lo que cree que le falta, pero cuando consigue a un niño éste es tonto y asustadizo por lo que Bart prefiere ser el único niño en su familia. El niño es adoptado por una familia con seis niñas que lo fastidian.

## Producción

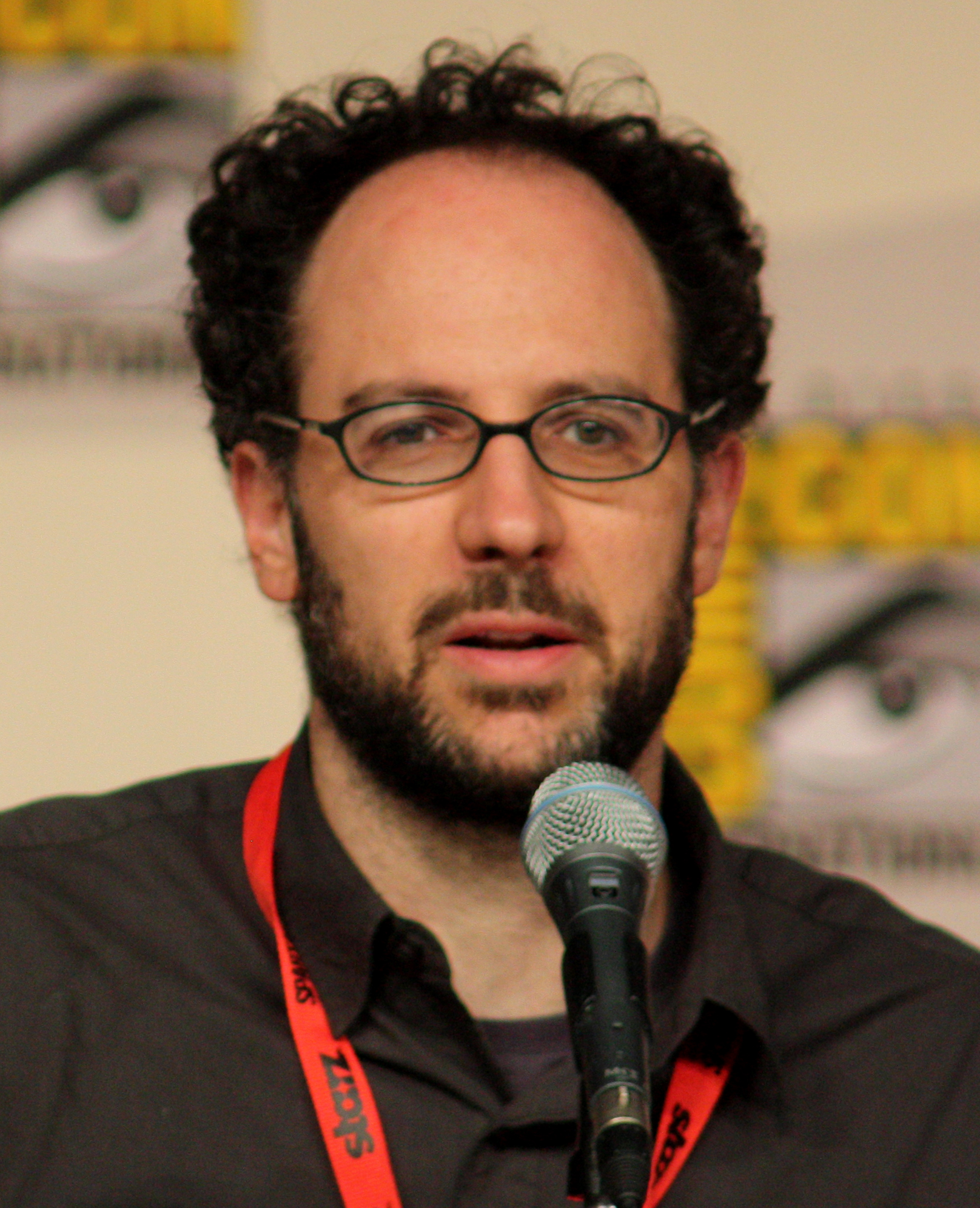
Matt Selman en la Comic Con de San Diego fe 2009.